# كاتالين سيلاجي
كاتالين سيلاجي (بالمجرية: Szilágyi Katalin)‏ (16 نوفمبر 1965 في المجر - ) هي لاعبة كرة يد المجر. شاركت في الألعاب الأولمبية الصيفية 1996.

## وصلات خارجية
- كاتالين سيلاجي على موقع أوليمبيديا (الإنجليزية)
- كاتالين سيلاجي على موقع اللجنة الأولمبية المجرية (الهنغارية)